# Psi de l'Àguila
Psi de l'Àguila (ψ Aquilae) és una estrella a la constel·lació de l'Àguila,.
Psi de l'Àguila és una estrella gegant blanca-blava del tipus B de la magnitud aparent 6,25. Està aproximadament a 810 anys llum de la Terra.